# السباحة الفنية في الألعاب الأولمبية الصيفية 2020
من المقرر أن تضم مسابقات السباحة الفنية ( السباحة المتزامنة سابقًا) في الألعاب الأولمبية الصيفية 2020 في طوكيو باليابان ما مجموعه 104 لاعبات يتنافسن في حدثين، وهما ثنائي السيدات وفرق السيدات.

## التأهل
بالنسبة لمنافسات الفرق، تتأهل اللجنة الأولمبية الوطنية الأفضل تصنيفًا في كل من البطولات القارية الخمس، باستثناء الدولة المضيفة اليابان. وتتأهل فرق اللجان الوطنية اصحاب المركزين الأول والثاني في تصنيف بطولة العالم للألعاب المائية 2019، وكذلك ثلاث فرق من بطولة التأهيل الأولمبي. بالنسبة إلى منافسات الثنائي، فإن أفضل اللجان الوطنية ترتيباَ في بطولات القارات الخمس والتي لم يكن لفرقها نصيب في نيل مقعد في منافسات الفرق، فإنها تحصل على مقعد في منافسات الثنائي. في حين سيتم اختيار المراكز السبعة الأخرى من اللجان الأعلى تصنيفًا من خلال بطولة التأهيل الأولمبي، إلا أنه واستثنائياَ فإن منافسات التأهيل الأولمبي لهذه الدورة سوف تشهد اختيار 8 مقاعد بسبب عزوف نيوزيلندا عن المشاركة عن قارة أوقيانوسيا. بالإضافة إلى ان جميع اللجان الوطنية العشر المتأهلة في منافسات الفرق تتأهل تلقائيًا إلى منافسات الثنائي (اللتين في الغالب تكونان من ضمن أعضاء الفرق).

## الدول المشاركة
- أستراليا (8)
- كندا (8)
- الصين (8)
- مصر (8)
- بريطانيا العظمى (2)
- اليونان (8)
- إيطاليا (8)
- اليابان (8)
- كازاخستان (2)
- المكسيك (2)
- روسيا (8)
- إسبانيا (8)
- جنوب إفريقيا (2)
- أوكرانيا (8)

## جدول المسابقة
جميع الأوقات بتوقيت اليابان القياسي ( UTC + 9 ).
| يوم          | تاريخ                 | بداية | نهاية | حدث   | مرحلة             |
| ------------ | --------------------- | ----- | ----- | ----- | ----------------- |
| اليوم العاشر | الاثنين 2 أغسطس 2021  | 19:30 | 21:30 | ثنائي | تمهيدي النمط الحر |
| اليوم 11     | الثلاثاء 3 أغسطس 2021 | 19:30 | 21:00 | ثنائي | النمط الفني       |
| اليوم 12     | الأربعاء 4 أغسطس 2021 | 19:30 | 21:00 | ثنائي | نهائي نمط حر      |
| اليوم 14     | الجمعة 6 أغسطس 2021   | 19:30 | 21:30 | فرق   | النمط الفني       |
| اليوم 15     | السبت 7 أغسطس 2021    | 19:30 | 21:00 | فرق   | النمط الحر        |

## الحاصلون على الميداليات
| Event | الذهبية | الفضية | البرونزية |
| ----- | --- | --- | --- |
| Duet  | خطأ لوا في وحدة:Country_alias على السطر 165: Invalid country alias: OCR. سفيتلانا كوليسنيشنكو سفيتلانا روماشينا                                                                                                   | الصين · Huang Xuechen · Sun Wenyan                                                                               | أوكرانيا · Marta Fiedina · أناستاسيا سافتشوك |
| Team  | خطأ لوا في وحدة:Country_alias على السطر 165: Invalid country alias: OCR. فلادا تشيغيريفا مارينا غوليادكينا سفيتلانا كوليسنيشنكو بولينا كومار ألكسندرا باتسكيفيتش سفيتلانا روماشينا Alla Shishkina ماريا شوروشكينا | الصين · Feng Yu · قو لي · Huang Xuechen · Liang Xinping · Sun Wenyan · Wang Qianyi · Xiao Yanning · Yin Chengxin | أوكرانيا · Maryna Aleksiiva · Vladyslava Aleksiiva · Marta Fiedina · Kateryna Reznik · أناستاسيا سافتشوك · Alina Shynkarenko · Kseniya Sydorenko · Yelyzaveta Yakhno |

### جدول الميداليات
*   البلد المضيف ( اليابان)
| المرتبة | فريق                                                                     | ذهبية | فضية | برونزية | المجموع |
| ------- | ------------------------------------------------------------------------ | ----- | ---- | ------- | ------- |
| 1       | خطأ لوا في وحدة:Country_alias على السطر 165: Invalid country alias: OCR. | 2     | 0    | 0       | 2       |
| 2       | الصين                                                                    | 0     | 2    | 0       | 2       |
| 3       | أوكرانيا                                                                 | 0     | 0    | 2       | 2       |
| المجموع | المجموع                                                                  | 2     | 2    | 2       | 6       |